# Главное кладбище (Кобленц)

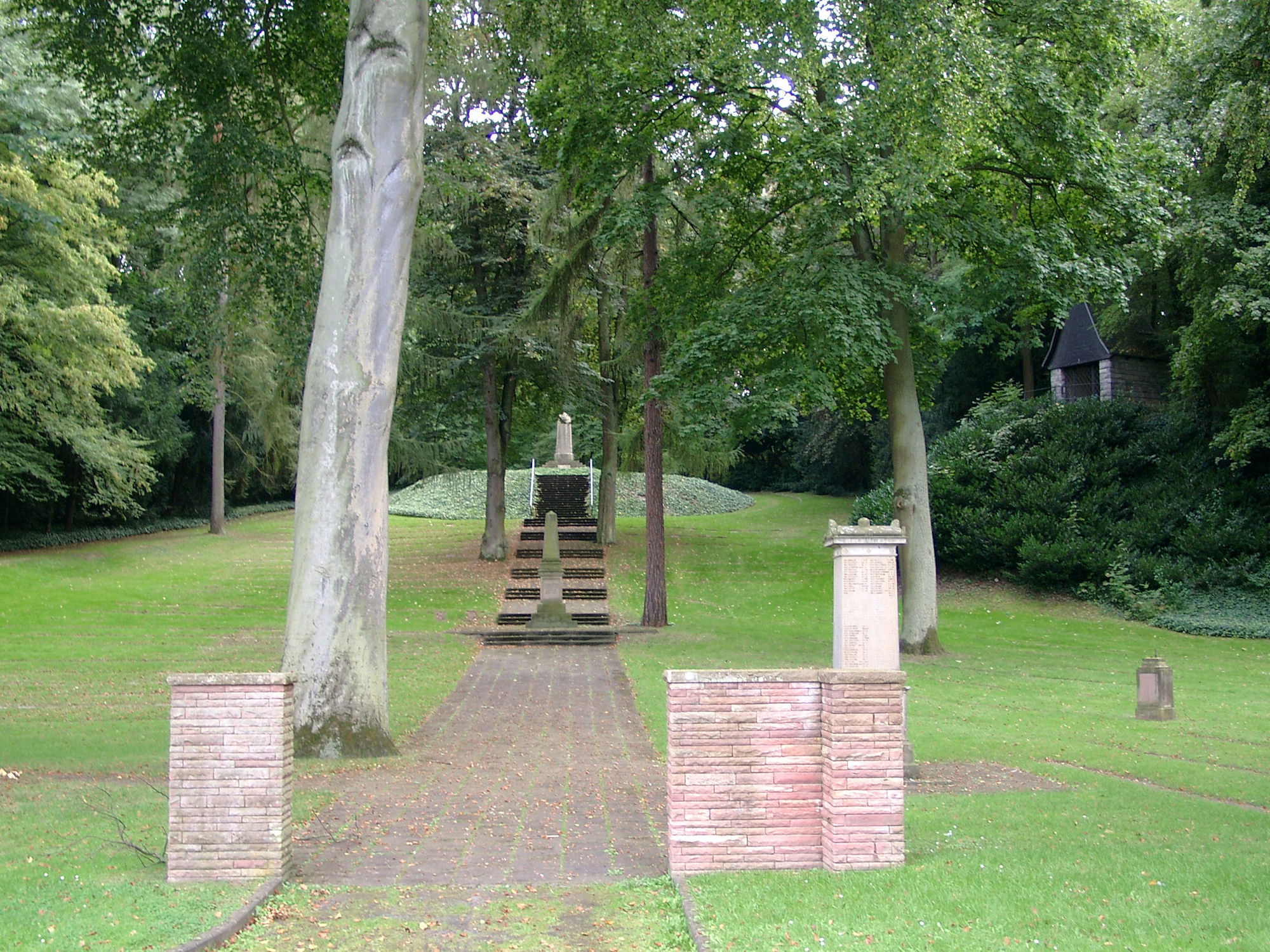
Аллея почётных захоронений. Братская могила союзников, павших в 1914—1918 годы

Главное кладбище (нем. Hauptfriedhof Koblenz) — главное городское кладбище немецкого г. Кобленц, федеральной земли Рейнланд-Пфальц. Крупнейшее из 22 кладбищ города, часть ландшафтного парка. Расположено террасами с северной стороны Картезианского монастыря на склонах холма, поднимающегося в южном направлении. Адрес: 56073 Кобленц, Beatusstraße 37

## История
Открыто в январе 1820 года. Расширялось вместе с ростом населения Кобленца. Сильно пострадало в годы Второй мировой войны во время воздушных налётах на Кобленц, так как неподалёку находился железнодорожный узел Кобленц-Мозель — главная мишень ВВС союзников.
Для кладбища характерна плотное озеленение со множеством вечнозелёных кустарников. Третье по величине лесное кладбище в Германии отличается своими старыми деревьями и внесено в 2002 году в список всемирного наследия ЮНЕСКО, как Культурный ландшафт — Верхняя Средняя Рейнская Долина.
На Главном кладбище Кобленца имеется несколько заслуживающих внимание памятников XIX-го века, а также редких неоклассических стел и неоготических гробниц.
Среди интересный объектов кладбища:
- Камень Наполеона — памятник немецким ветеранам армии Наполеона (1843)
- Кладбище французских военнопленных времён немецко-французской войны 1870/71 гг.
- Мемориал воинам Антанты (1927)
- Захоронение советских военнопленных, а также советских граждан, угнанных в Германию на принудительные работы. Захоронение находится на юго-западной оконечности кладбища в секторе № 50 «Alliiertenfriedhof» на участке 100×40 м. Представляет собой находящуюся на склоне холма засаженную травой площадку, в нижней левой части которой установлена квадратная тумба высотой до 1,5 м. По периметру памятника нанесены надписи на русском языке: «Здесь похоронено 630 советских граждан, погибших в фашистской неволе. Вечная слава борцам за свободу! 4 марта 1950 года». Каждая могила обозначена индивидуальной надгробной плиткой с именем, фамилией, датами рождения и смерти. Ряды надгробий поднимаются от памятника вверх по склону холма. Обращает на себя внимание надпись, выбитая на лицевой стороне памятника на немецком языке, выполненная видимо до 4 марта 1950 г.: «Здесь покоятся более 700 мужчин, женщин и детей из восточноевропейских стран, оказавшихся здесь с 1941 по 1945 гг. в качестве военнопленных и угнанных на принудительные работы».

## Некоторые известные персоналии, похороненные на Главном кладбище Кобленца
На кладбище похоронены многие знаменитые бургомистры, полководцы, учёные, деятели науки и культуры.

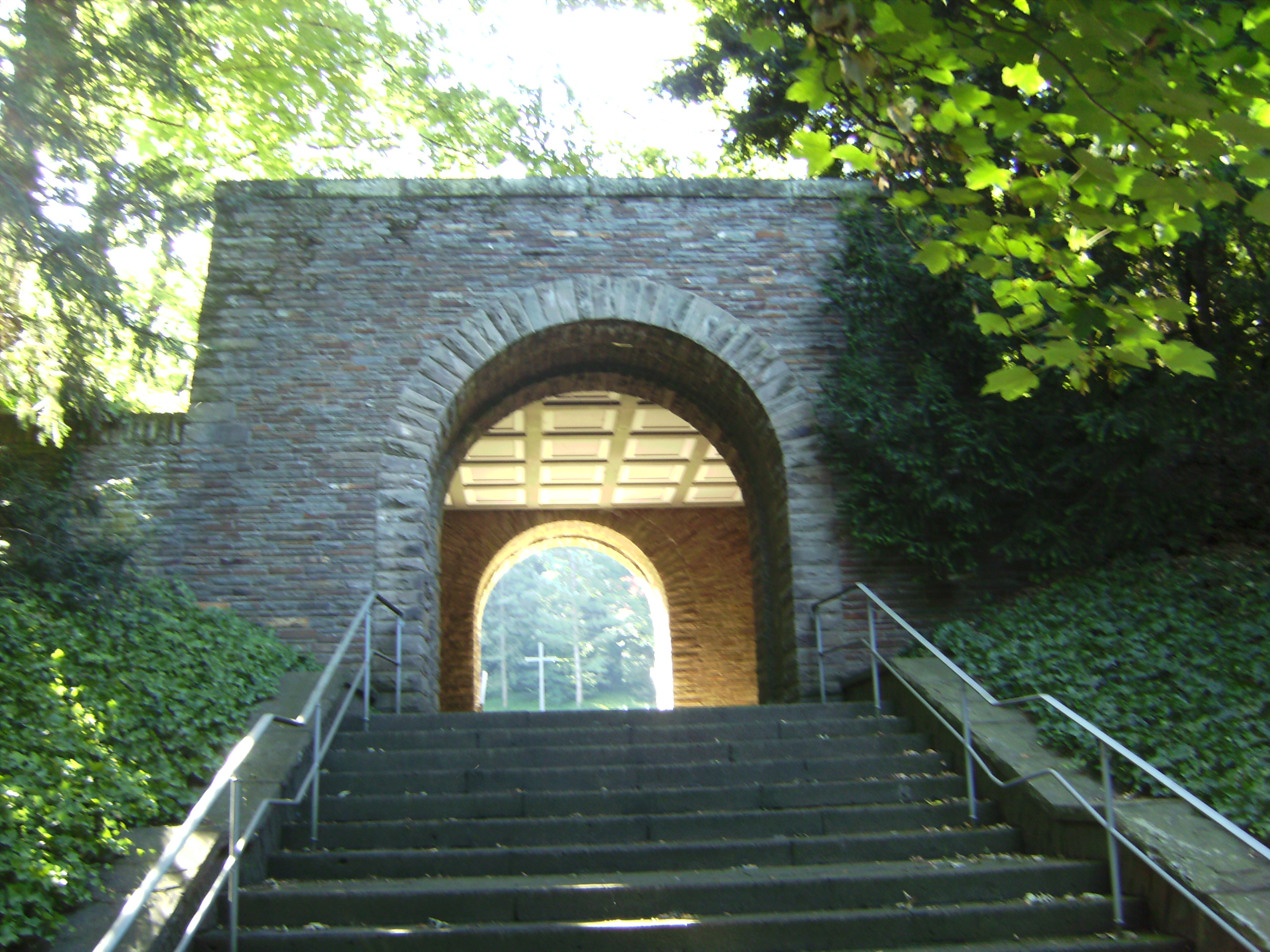
Мемориал Первой мировой войны
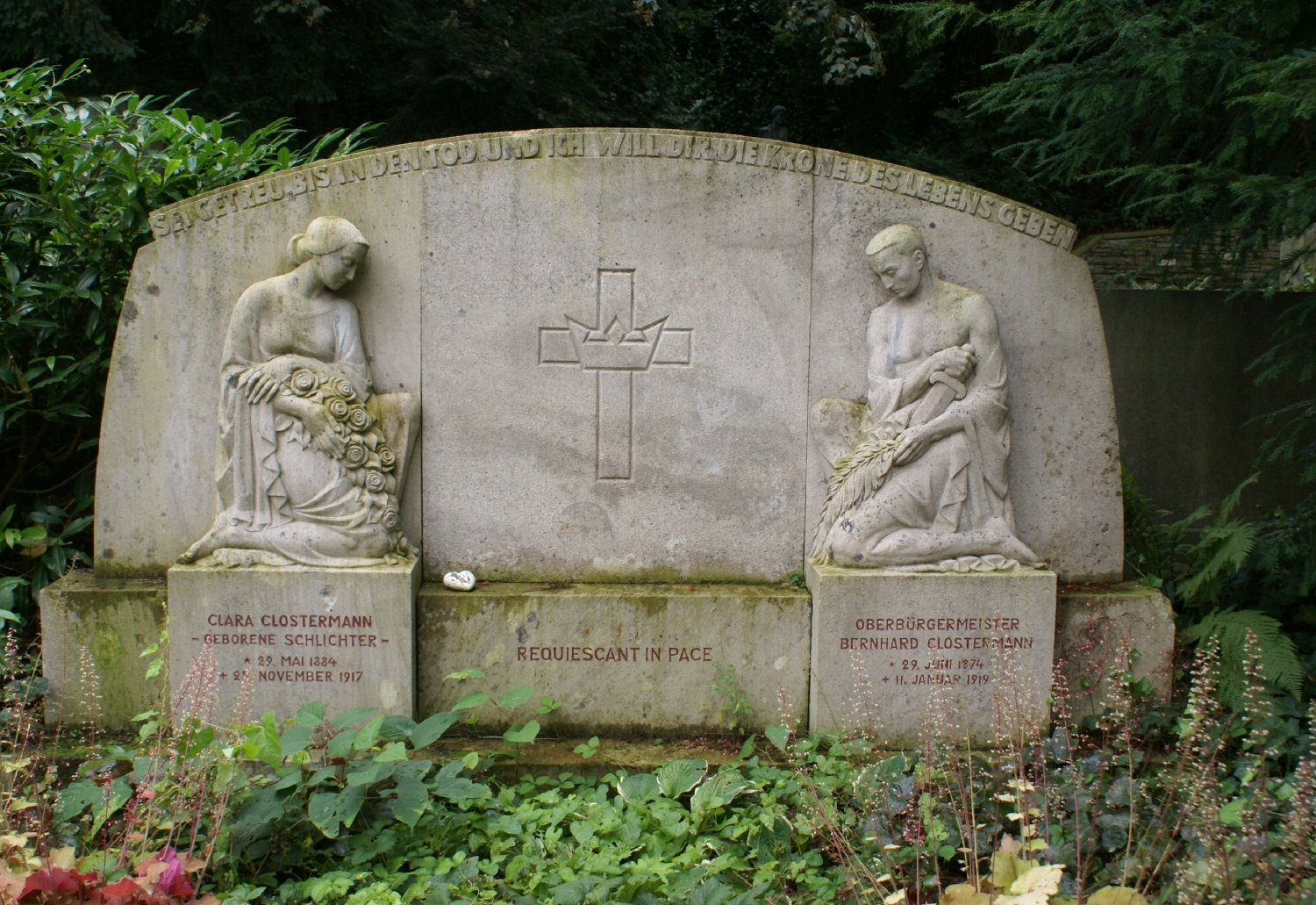
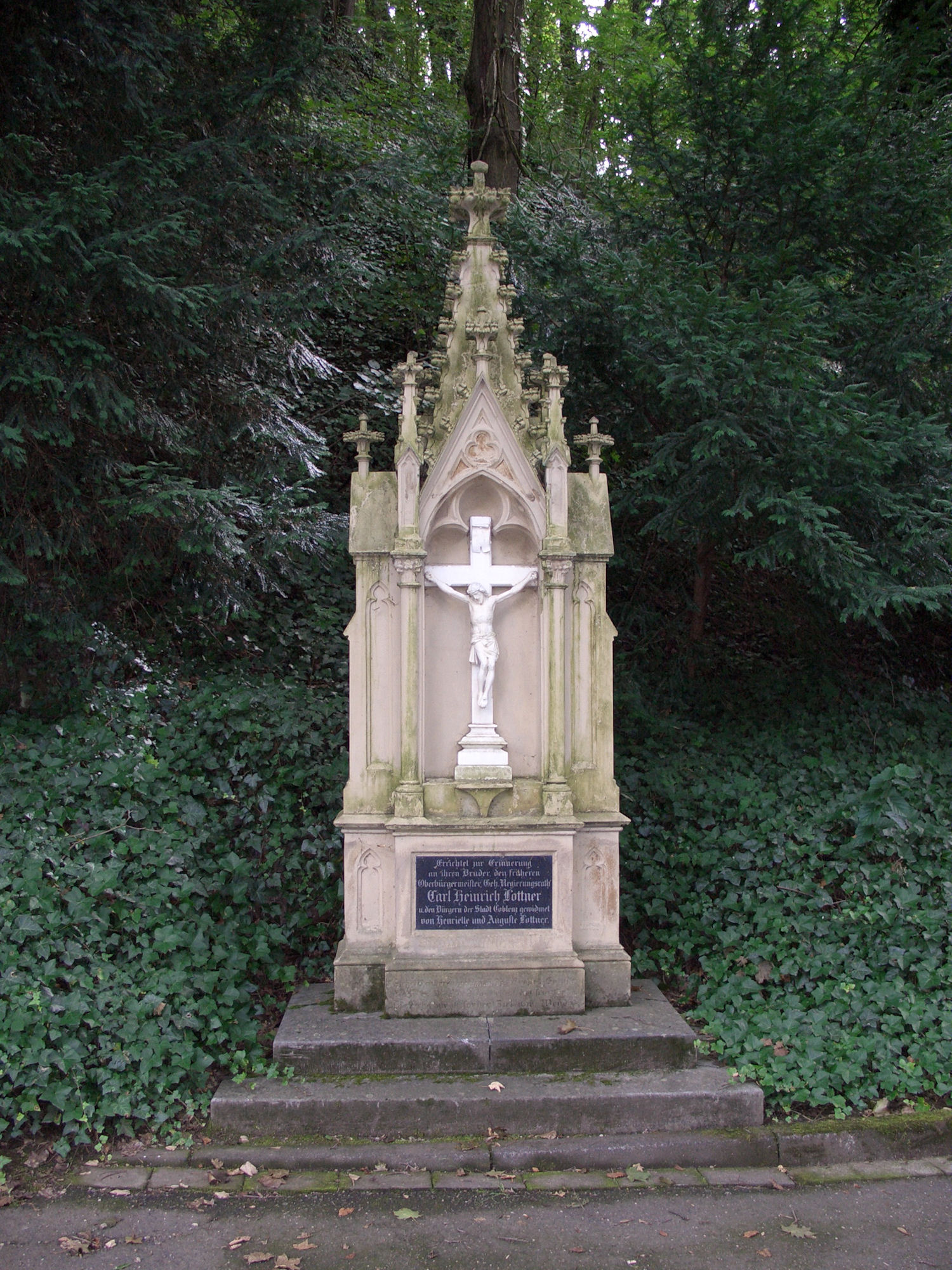
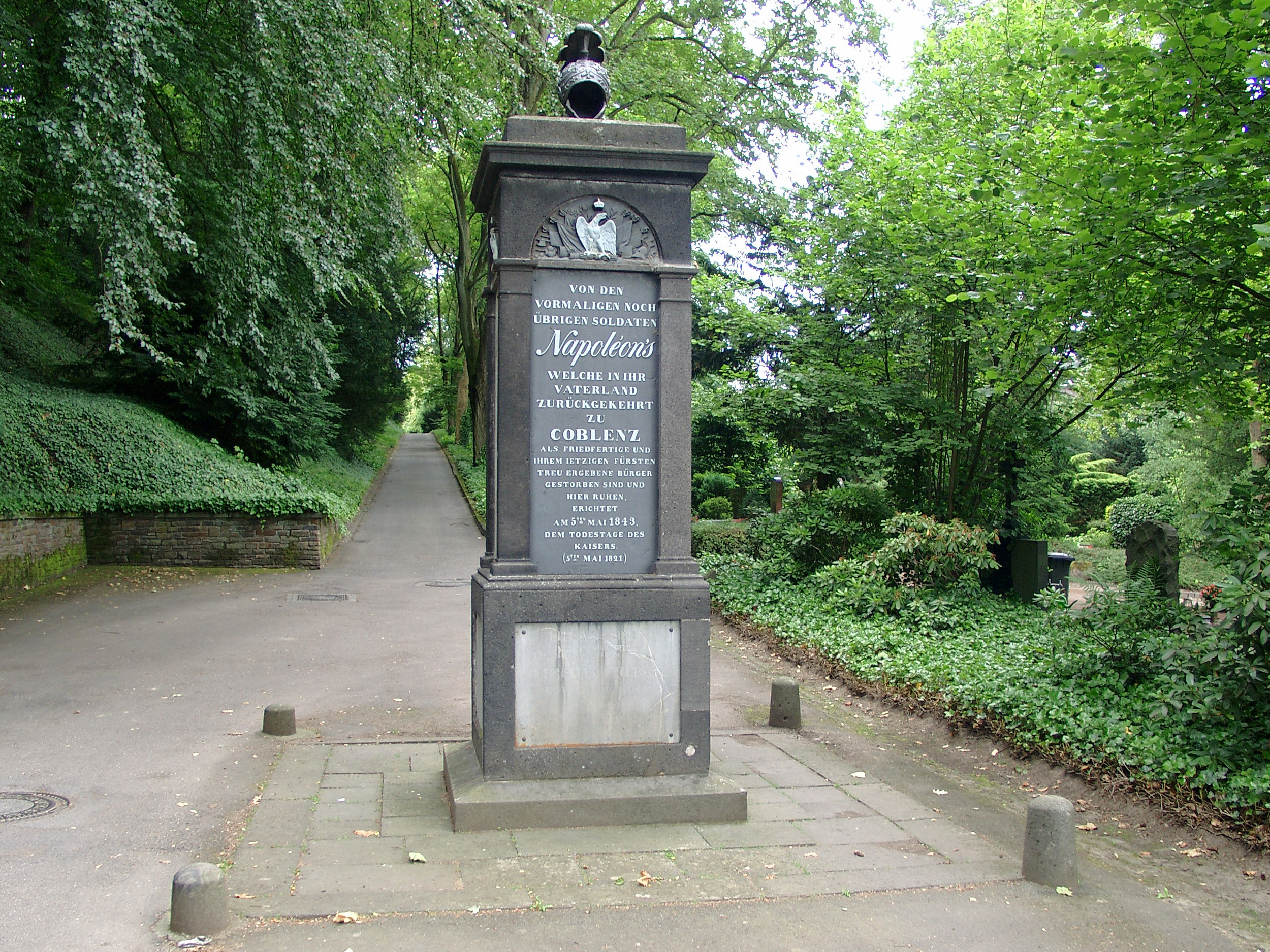
Камень Наполеона